# Бањо (Француска)
Бањо (фр. Bagneaux) насеље је и општина у источном делу централне Француске у региону Бургоња, у департману Јон која припада префектури Санс.
По подацима из 2011. године у општини је живело 230 становника, а густина насељености је износила 14,16 становника/km². Општина се простире на површини од 16,24 km². Налази се на средњој надморској висини од 109 метара (максималној 236 m, а минималној 106 m).

## Демографија
| 1962. | 1968. | 1975. | 1982. | 1990. | 1999. | 2011. |
| ----- | ----- | ----- | ----- | ----- | ----- | ----- |
| 152   | 184   | 151   | 131   | 143   | 182   | 230   |

График промене броја становника у току последњих година